# Ta druhá
Ta druhá je český hraný film z roku 2025, který natočila režisérka Marie-Magdalena Kochová.

## Popis
Film se věnuje tématu skleněných dětí, kteří jsou sourozenci handicapovaných.

## Uvedení
Uvedení snímku bylo naplánováno na jaro 2025, je sočástí programu festivalu Jeden svět. Součástí vzniku filmu je také sociologický průzkum Emy Turnerové zaměřený na tzv. skleněné děti.